# 애슐리 리커즈
애슐리 리카즈(Ashley Rickards, 영어 발음: /rɪˈkɑːrdz/, 1992년 5월 4일 ~ )는 미국의 배우이다.

## 출연 작품

### 영화
- 스트럭 바이 라이트닝 (2012) - 비키 조던 역
- 지랄맞은 18세 (2012, Sassy Pants) - 베서니 프루잇 역
- 비헤이빙 배들리 (2014) - 크리스틴 스티븐스 역
- 더 데블스 도어 (2014)
- 루저의 역습 (2017, The Outcasts) - 버지니아 역

### 텔레비전
- 어쿼드 (2011-16)